# Фудзита, Тосико
Тосико Фудзита (яп. 藤田 淑子 Фудзита Тосико, 5 апреля 1950, Далянь, КНР — 28 декабря 2018) — японская актриса, сэйю, певица и радиоведущая. Работала на агентство Aoni Production до своей смерти.

## Биография
Тосико Фудзита родилась 5 апреля 1950 года в городе Дальний, СССР, в том же 1950 году переданном Китаю. С шести лет она уже начала работать на радио и телевидении в качестве актрисы, певицы и юмориста.
В 1984 году она была награждена как «Лучшая актриса озвучки» на 1-й Nihon Anime Taishou.
28 декабря 2018 года стало известно о её смерти от рака молочной железы в возрасте 68 лет.

## Позиции в Гран-при журнала Animage
- 1981 год — 20-е место в Гран-при журнала Animage, в номинации на лучшую женскую роль[2];
- 1983 год — 17-е место в Гран-при журнала Animage, в номинации на лучшую женскую роль[3];
- 1984 год — 16-е место в Гран-при журнала Animage, в номинации на лучшую женскую роль[4];
- 1985 год — 18-е место в Гран-при журнала Animage, в номинации на лучшую женскую роль[5]

## Роли в аниме
1965
- Kaitou Puraido — Хани

1968
- Сказки Андерсена — Фильм — Ганс

1969
- Кот в сапогах — Пьер

1978
- Галактический экспресс 999 (ТВ) — Тень

1979
- Галактический экспресс 999 — Фильм — Тень

1980
- Жар-птица 2772: Космозона Любви — Рена
- Достичь Терры (фильм) — Мама
- Marine Snow no Densetsu — Идзанами

1981
- Доктор Сламп (ТВ-1) — Полли Бакэтцу (полисменша)

1982
- Boku Pataliro! — Марайхи
- Космические приключения Кобры — Фильм — Катрин
- Истории Андромеды — Иль
- Космические приключения Кобры (ТВ-1) — Джейн

1983
- Golgo 13: The Professional — Синди
- Кошачий глаз — Руй Кисуги

1984
- Koala Boi Kokki — Колби
- Makiba no Shoujo Katori — Мать
- Choujin Locke — Корнелия
- Кулак Северной Звезды (ТВ-1) — Мамия

1985
- ГоСёгун: Странница во времени — Мать Рэми
- Akuma Shima no Prince: Mitsume ga Tooru — Сяраку
- Dirty Pair: Affair on Nolandia — Самара

1986
- Kenritsu Chikyuu Boueigun — Юко Иноэ
- Running Boy Star Soldier no Himitsu — Хидэнори
- Dorimogu Daa!! — Доримогу

1987
- Кулак Северной Звезды (ТВ-2) — Мамия
- Город чудищ — Мэки
- Хрустальный треугольник — Джуно Кэссиди
- Hitomi no Naka no Shounen: Juugo Shounen Hyouryuuki — Гордон

1988
- Kiteretsu Daihyakka — Китэрэцу
- Топо Джиджио (первый сезон) — Америка
- Легенда о героях Галактики OVA-1 — Сюзанна фон Бенемюнде
- Watt Poe to Bokura no Ohanashi — Джем
- Топо Джиджио (второй сезон) — Америка

1989
- Явара! (ТВ) — Тамао Инокума
- Choujin Locke/Lordleon — Корнеллия
- Гоку II: Полуночный глаз — Рёко Кадома

1990
- Watashi no Ashinaga Ojisan (ТВ) — Риппетт
- Меч правды — Окуни

1991
- Trapp Ikka Monogatari — Матильда
- 3x3 глаза — Госпожа Хуан / Сюнкай
- Silent Moebius Movie — Ралли
- Драгон Квест (ТВ-2) — Дай

1992
- Silent Moebius Movie 2 — Ралли
- Karasu Tengu Kabuto: Ogon no Me no Kemono — Тамамуси
- Kaze no Naka no Shoujo Kinpatsu no Jeanie — Стефен

1993
- Бронеотряд 1941 — Тайси Такамура
- Oedo wa Nemurenai! — Такао
- Bono Bono — Боно-Боно

1995
- Romeo no Aoi Sora — Альфред

1996
- Адский учитель Нубэ (ТВ) — Хироси Татэно

1997
- Psycho Diver: Mashou Bosatsu — Кёко Аюхара

1998
- Звездные рыцари со Звезды изгоев — Хильда (Горячий Лёд)
- Легенда о героях Галактики OVA-2 — Сюзанна фон Бенемюнде
- Silent Moebius — Ралли

1999
- Digimon Adventure (фильм) — Таити Ягами
- Digimon Adventure (сериал) — Таити Ягами
- Детектив Конан (фильм 03) — Ураси Сэйран

2000
- Digimon Adventure 02 — Таити Ягами

2001
- Детектив Конан (фильм 05) — Мио Токива

2002
- Двенадцать королевств — Дзёкаку (эп. 17)

2003
- Konjiki no Gash Bell!! — Зофис
- Странники — Харуко
- Лес русалок (ТВ) — Нанао

2004
- Небесный Фафнир — Хестор Гэллоп

2005
- Стеклянная маска (ТВ-2) — Тигуса Цукикагэ

2007
- Ветер Эмили — Элизабет Мюррэй
- Мононокэ (ТВ) — Хисаё (Дзасики Вараси)

2008
- Куродзука — Санива
- Один на вылет — Биг Мама

2009
- Повесть о Гэндзи: Тысячелетие — Кокидэн-но-Нёго

2012
- One Piece — Шарлотта Линлин — Биг Мама